# Jean Binot
Jean Binot (* 2. August 1911 in Fleury-sur-Andelle, Département Eure; † 9. November 1982 in Nizza) war ein französischer Politiker. Von 1945 bis 1958 war er Abgeordneter der Nationalversammlung.
Nach seinem Studium war Binot zunächst als Französischlehrer in Le Havre tätig und trat zu dieser Zeit der SFIO bei. Für diese gelang ihm nach der Befreiung Frankreichs 1944 der Einzug in den Stadtrat von Le Havre und die damit verbundene Wahl zum Stellvertreter des Bürgermeisters. Bei den Wahlen zur ersten verfassungsgebenden Nationalversammlung im Oktober 1945 kandidierte er als Listenerster der Sozialisten im Département Seine-Inférieure. Er wurde gewählt und konnte im Juni 1946 auch ins zweite Übergangsparlament einziehen. Unter denselben Umständen gelang ihm bei den ersten regulären Wahlen im November des Jahres wieder der Einzug in die Nationalversammlung, wo er sich fortan vor allem mit Bildungsfragen auseinandersetzte. Im Jahr 1948 wurde er von den Abgeordneten für ein Jahr zum Richter am Haute cour de justice gewählt. 1951 und 1956 schaffte Binot die erneute Wiederwahl. Im Juni 1958 stellte er sich gegen das Gesetz zur Ermächtigung Charles de Gaulles, das die fünfte Republik einleitete. In dieser war er nicht weiter als Parlamentarier aktiv.